# Жан Люсенбоне
Жан Люсенбоне (на френски: Jean Lucienbonnet) е бивш пилот от Формула 1.
Роден на 7 януари 1923 година в Ница, Франция.

## Формула 1
Жан Люсенбоне прави своя дебют във Формула 1 в Голямата награда на Монако през 1959 година. В световния шампионат записва 1 състезания като не успява да спечели точки. Състезава се с частен автомобил Купър.